# نجم اندلاعي

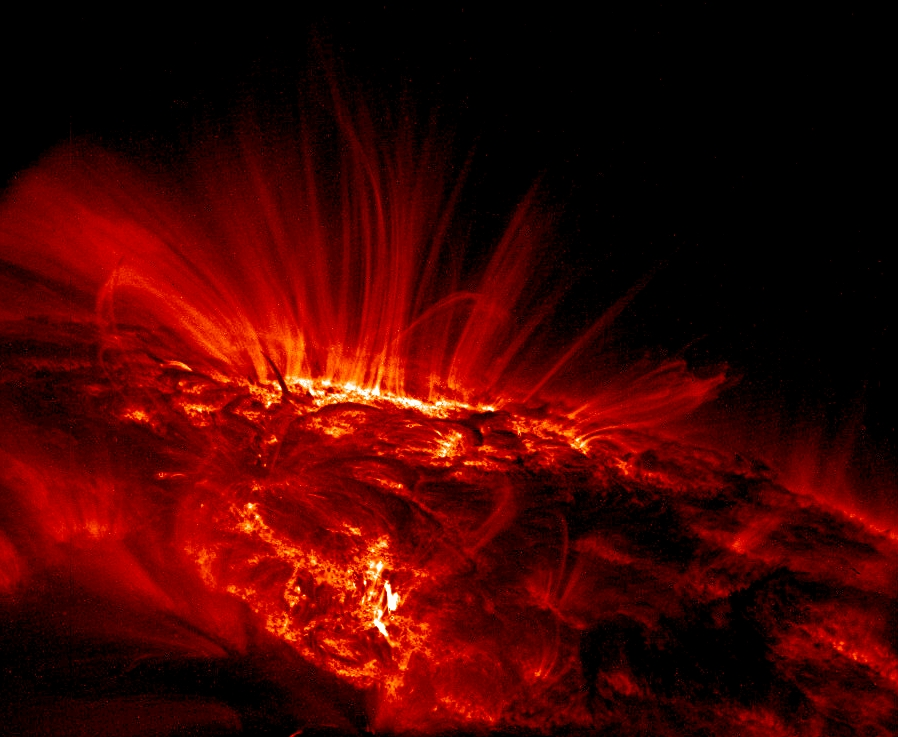
اندلاع على سطح الشمس.

النجم الاندلاعي (بالإنجليزية: Flare star)‏ هو نجم متغير يمكن أن يخضع لزيادة حادة لا يمكن التنبؤ بها في شدة سطوعه لعدة دقائق.
ويعتقد أن هذه الاندلاعات مشابهة للاندلاعات الشمسية في أنها تنشأ عن تجدد الإتصال المغناطيسي في الغلاف الجوي للنجوم. تشغل تلك النجوم الجزء الأسفل من نجوم النسق الأساسي وتتميز بنشأة الاندلاعات فيها بطريقة غير دورية تطلق خلالها كميات هائلة من الطاقة ولفترة قصيرة. توصف النجوم الاندلاعية بأنواع التصنيف الطيفي المتأخر من عمر النجم ويكون عادة من فئة K أو M
ذات خطوط طيف انبعاث من الهيدروجين.
اكتُشف أول نجم اندلاعي معروف وهو (V1396 الدجاجة (V1396 Cygni) و لاكاي 8760 [الإنجليزية]) عام 1924 م، بينما أفضل نجم اكتُشف هو النجم لويتن 726-8 والذي اكتُشف عام 1948م. وتصنف النجوم المشابهة حالياً باستخدام الاختصار (UV Ceti Type) تصنيفًا عامًا للنجوم الاندلاعية.
يمكن أن تحدث هذه الاندلاعات مرة كل عدة أيام، وربما أقل من ذلك كما في حالة النجم بارنارد.
ومعظم النجوم الاندلاعيةتكون قزمية حمراء خافتة برغم أن الأبحاث الحديثة أثبتت أنه يمكن للنجوم البنية القزمية الأقل ضخامة القدرة على الاندلاع.
بعض الأنواع الأخرى من النجوم يتم حثها على الاندلاع عن طريق نجم مرافق في نظام ثنائي مما يسبب تكون المجال المغناطيسي وجعله متشابكاً.

## الاندلاعات
تشابه الاندلاعات النجمية الاندلاعات الشمسية من حيث مصدر نشأتها وما ينتج عنها من كميات من الطاقة. ويوصف الاندلاع النجمي من نوع UV-Ceti بكونه أضعف في قدره المطلق مما يحدث في الشمس ويمكن رؤيتها في نطاق الضوء الأبيض. وتعود الاندلاعات إلى تواصل في الخطوط المغناطيسية للنجم التي تحدث في الهالة. وتعمل الطاقة الناتجة على تسريع الجسيمات المشحونة في الجزء الأسفل من الهالة القريب من الغلاف اللوني وتتصادم مع المادة الكثيفة في تلك المنطقة. فتسخن البلازما في الغلاف اللوني وتصعد بسرعة متزايدة إلى الهالة. ويمكن مشاهدة الاندلاعات في نطاقات الأشعة السينية والموجات الراديوية والأشعة فوق البنفسجية وكذلك في نطاق الضوء المرئي.
. ويتسم منحنى الانبعاث الاندلاعي عادة بارتفاع سريع ثم يتهادى منخفضا ببطء. وقد تظهر الاندلاعات بطريقة شبه دورية نابضة خلال نشاطها. فيبدو المنحنى الضوئي متغيرا في شدة لمعانه، مثل ما نراه في النشاط الشمسي. ولا يعرف بالضبط ما هي الآلية من وراء هذه الاندلاعات النابضة الشبه دورية.
.
قد تحدث تلك الاندلاعات بمعدل اندلاع واحد كل ساعة ولكن معظمها يبقى ذو مطال صغير في شدة اللمعان. وقد تصل شدة اللمعان إلى 5 قدر ظاهري حيث يقل عدد الاندلاعات بزيادة الطاقة المنبعثة منها طبقا لدالة لوغاريتمية. ويعتمد مطال الاندلاع (الطاقة المنبعثة) على طول الموجة الكهرومغناطيسية حيث تقل بالتدريج من الأشعة فوق البنفسجية إلى الأشعة تحت الحمراء.
تصنف الاندلاعات إلى اندلاعات طويلة المدى واندلاعات قصيرة زمنيا. تمتلك الاندلاعات السريعة طاقات عالية ويماثل سريانها اندلاعات الأشعة السينية الشمسية. أما الاندلاعات البطيئة فهي تبدأ متزايدة الطاقة ببطء ثم تنخفض أيضاً ببطء. وتكون مطالاتها أصغر وتستغرق في نشأتها نحو 30 دقيقة. ويمكن اعتبار مسارات الاندلاعات المعقدة بأنها تراكب لاندلاعات سريعة وأخرى بطيئة.
. ويعتقد أن الفرق بين الاندلاعات السريعة والبطيئة سببه التوزيع على سطح النجم. فالمناطق النشطة التي تظهر فيها الاندلاعات السريعة نراها كاندلاعات سريعة نحو الأرض، ويبدو لنا تفاعلها مع سطح النجم. فإذا كانت المنطقة النشطة على الناحية الأخرى من النجم، فلا يمكن المشاهدة من الأرض إلا إذا تفاعل الإلكترونات المسّرعة مع طبقات الغلاف اللوني العليا ومع الهالة. عندئذ نرى تفاعلها على هيئة اندلاعات بطيئة.

## بقع نجمية
نرى على سطح النجم UV-Ceti بقعا نجمية مشابهة للبقع الشمسية. وتتميز البقع النجمية بأنها مناطق منخفضة الحرارة، ذلك لأن خطوط المجال المغناطيسي تمنع انتقال الطاقة من داخل النجم إلى سطحه (الغلاف الضوئي). وتعتبر كلا من البقع النجمية والاندلاعات صفتين من صفات النجوم المغناطيسية النشطة.
.
وينشأ النشاط المغناطيسي من انتقال الطاقة بالحمل إلى الطبقات العليا من جو النجم بالإضافة إلى اختلاف الدوران التفاضلي للنجم حول محوره (اختلاف سرعة دوران مادة النجم عبر مناطقه المختلفة من خط الاستواء إلى القطبين). وهذا يؤدي إلى حركة البلازما المؤينة ونشأة مجال مغناطيسي على النجم. وتكون شدة الإشعاع للأشعة السينية تقريباً متساوية بين 1025,5 إلى 1029,5 إرج/الثانية وربما تكون حصيلة لعدد كبير من الاندلاعات البالغة الصغر Nanoflares.

## نجوم اندلاعية قريبة
عثر على عدد كبير من النجوم الاندلاعية من نوع UV-Ceti قريبة من المجموعة الشمسية في حيز أبعاد تصل إلى نحو 15 سنة ضوئية عنا (أنظر قائمة أقرب النجوم إلينا). من ضمنها UV Cet و YZ Cet وروس 248 ووولف 359 وغيرها.
النجوم الاندلاعية تكون قزمة باهتة اللون وتميل إلى الاحمرار، وقد عثر على بعضها على مسافة ألف سنة ضوئية من الأرض.

## بروكسيما القنطور
إن أقرب جار نجمي إلى الشمس (بروكسيما القنطور) هو نجم اندلاعي يخضع لزيادة عشوائية في سطوعه تبعا للنشاط المغناطيسي. وينشأ المجال المغناطيسي في النجم عن طريق الحمل الحراري في جميع أنحاء الجسم النجمي، ويولّد النشاط الاندلاعي لبروكسيما القنطور (أو بروكسيما سنتوري) كمية من الأشعة السينية مساوية لما ينبعث من الشمس.

## نجم بارنارد
هو ثاني أقرب نظام نجمي ويعتبر من النجوم الاندلاعية أيضاً.

## اقرأ أيضا
- اندلاع شمسي
- نجم متغير
- انبعاث كتلي إكليلي
- رياح شمسية
- قائمة أقرب النجوم إلينا